# Ioan Mihăilă
Ioan Mihăilă (n. 7 februarie 1876, Valea Lungă, România – d. 19 februarie 1950, Zalha, Sălaj, România)  a fost un deputat în Marea Adunare Națională de la Alba Iulia, organismul legislativ reprezentativ al „tuturor românilor din Transilvania, Banat și Țara Ungurească”, cel care a adoptat hotărârea privind Unirea Transilvaniei cu România, la 1 decembrie 1918.

## Educația
Educația primară și-o dobândește învățând în satul natal. A fost ales delegat supleant al cercului electoral Ileanda Mare, la Marea Adunare Națională de la Alba Iulia.